# Scomberomorus niphonius
Scomberomorus niphonius es una especie de peces de la familia Scombridae en el orden de los Perciformes.

## Morfología
• Los machos pueden llegar alcanzar los 100 cm de longitud total y los 7100 g de peso.

## Distribución geográfica
Se encuentra desde las aguas subtropicales y templadas de la China, el Mar del Japón y el Mar Amarillo hasta Vladivostok.